# Кулик-сорока магеланський
Кулик-сорока магеланський (Haematopus leucopodus) — вид сивкоподібних птахів родини куликосорокових (Haematopodidae).

## Поширення
Птах мешкає в Аргентині, Чилі та на Фолклендських островах. Трапляється на піщаних узбережжях та біля прісноводних озер.

## Опис
Тіло завдовжки 42-46 см, довжина крила — від 23,7 до 26,7 см, вага тіла 585—700 г. Голова, груди, спина, крила і хвіст чорні. Черево, підхвістя та пір'я на внутрішній стороні крил білі. Довгий дзьоб помаранчевого кольору. Кільце навколо очей жовте.

## Спосіб життя
Гніздиться у внутрішніх регіонах на високогірних луках. У позашлюбний період мігрує до морського узбережжя. Живиться дощовими хробаками та личинками комах, а на морському узбережжі — молюсками, крабами і поліхетами. Сезон розмноження припадає на вересень-жовтень. Гніздо — це неглибоке заглиблення в піску або серед морських водоростей, що викинуло на берег. Кладка складається з двох темно-оливково-коричневих або зеленуватих яєць.